# Силицид нептуния
Силицид нептуния — бинарное неорганическое соединение
нептуния и кремния
с формулой NpSi2,
кристаллы,
не растворяется в воде.

## Получение
- Нагревание трифторида нептуния с порошкообразным кремнием в вакууме:

{\displaystyle {\mathsf {4NpF_{3}+11Si\ {\xrightarrow {1500^{o}C}}\ 4NpSi_{2}+3SiF_{4}}}}

## Физические свойства
Силицид нептуния образует кристаллы
тетрагональной сингонии,
пространственная группа I 41/amd,
параметры ячейки a = 0,396 нм, c = 1,367 нм, Z = 4.
Не растворяется в воде.